# Titanit

Model krystalu titanitu

Titanit (Klaproth, 1795), chemický vzorec CaTiSiO5 je jednoklonný minerál. Název dostal podle prvku, který obsahuje. Původní název titanitu sfén (což znamená klín, jenž je tvarem ve kterém se titanit vyskytuje nejčastěji) se dosud používá v klenotnictví pro opracované krystaly. V mineralogii jsou termínem sfén označovány především žlutozelené a jedovatě zelené titanity z alpských žil.

## Vznik
Akcesoricky se vyskytuje v magmatických (žula, pegmatit) a přeměněných (břidlice, rula, mramor) horninách. Perfektní krystalované ukázky jsou hydrotermálního původu z žil alpského typu. Při zvětrávání původní horniny se dostává do sedimentů.

## Morfologie
Prizmatické a tabulkovité (podle {221}) krystaly. Zrnité, masivní i radiální agregáty. Časté jsou dvojčatné srůsty.

## Vlastnosti
- Fyzikální vlastnosti: Tvrdost 5–5,5, křehký, hustota 3,4–3,6 g/cm³, štěpnost dokonalá podle {110}, lom nedokonale lasturnatý.
- Optické vlastnosti: Barva: bílá, žlutá, hnědá, zelená, červná, černá. Lesk diamantový, skelný, mastný, průhlednost: průhledný až průsvitný, vryp bílý, s nádechem do červena.
- Chemické vlastnosti: Složení: Ca 19,25 %, Ti 18,16 %, Si 14,20 %, O 39,64 %, zbytek tvoří příměsi La, Ce, Pr, Nd, Sm, Al, Fe, F.

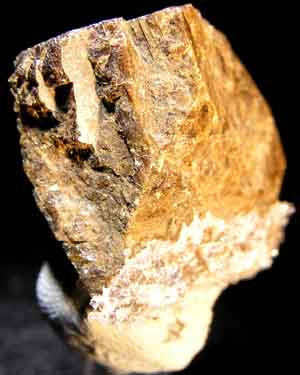
extrémně vzácný krystal Yttrotitanitu z typové lokality Bø v Norsku

## Odrůdy

### Keilhauit
Keilhauit je odrůda titanitu s až s 10% obsahem Y2O3 složky. Byl pojmenován na počest Norského geologa Prof. Baltazara Mathiase Keilhau. Byl objeven v roce 1841 a zprvu vykládán jako nový minerál, ovšem roku 1844 byl popsán po podrobném zkoumání dle Scheerera jako yttrotitanit, tedy odpovídá odrůdě Alsheditu.

### Grothit
Grothit je yttriem a cerem bohatá odrůda titanitu. Můžeme ho nalézt pouze na dvou lokalitách na světě, a to Amurskaya Oblast, Berezitovoe (Konstantinovskii) v Rusku, kde byl tento minerál poprvé nalezen na ložisku zlata nebo ve Švédsku na lokalitě Fjällbacka v provincii Bohuslän u obce Tanum.

### Alshedit
Alshedit (též yttrotitanit) je pouze yttriem obohacená odrůda titanitu. Nalézt ho můžeme na mnoha lokalitách v Norsku, Švédsku, Austrálii a Rusku.

## Podobné minerály
axinit

## Parageneze
živce, chlorit, rutil, albit, křemen

## Využití
Titanit byl po dlouhou dobu považován spíše pouze pro sbírkové účely. Ovšem po objevení naleziště v Madagaskaru se průhledné a pěkně zbarvené krystaly začaly používat jako drahé kameny (fasetové brusy, kabošony). Titanit má neobyčejný lesk a vnitřní odlesky při správném výbrusu převyšují diamant. Mohou se však zdát rozmazané kvůli dvojosému charakteru krystalu. Je velmi měkký a tak se používá do méně exponovaných šperků. Používá se také pro zisk titanu a může být použit jako pigment.

## Naleziště
Akcesorický minerál.
- Česko – Horní Loučná, Brněnský masiv, Markovice, Libodřice, Mirošov, Polnička
- Slovensko – Sihla, Klenovec
- Německo – Laacher See, Eifel
- Švýcarsko – Sv. Gotthard, Binnental
- Rakousko – Zillertal, Hohe Tauern (zejména Rauristal, Habachtal, Felbertal)
- Itálie – Val Maggia, Passo di Vizze
- Rusko – Achmatovsk
- a další.